# فیوچر آرنا
فیوچر آرنا (به انگلیسی: Future Arena) یک سالن ورزشی در شهر ریو دو ژانیرو، برزیل است.
این ورزشگاه که در منطقه بارا دا تیجوکا قرار دارد مخصوص مسابقات هندبال بازی‌های المپیک تابستانی ۲۰۱۶ و گلبال بازی‌های پارالمپیک تابستانی ۲۰۱۶ طراحی شده و پس از اتمام مسابقات به چهار مدرسه تبدیل خواهد شد.